# Südafrikanische Cricket-Nationalmannschaft in Simbabwe in der Saison 2014
Die Tour der südafrikanischen Cricket-Nationalmannschaft nach Simbabwe in der Saison 2014 fand vom 9. bis zum 21. August 2014 statt. Die internationale Cricket-Tour war Teil der internationalen Cricket-Saison 2014. Sie umfasste ein Test Match und drei ODIs. Der Test und alle drei ODIs wurden von Südafrika gewonnen.

## Vorgeschichte
Für Simbabwe erfolgte die Tour nach einer finanziellen Krise des Verbandes, der zu Spielerstreiks und Aussetzen der heimischen Liga führte. Das letzte Test-Spiel auf heimischen Boden im September 2013 gegen Pakistan konnte gewonnen werden. Zuvor spielten beide Mannschaften beim ICC World Twenty20 2014, wobei Südafrika ins Halbfinale einziehen konnte, während Simbabwe schon in der Vorrunde scheiterte.

## Stadien
Die folgenden Stadien wurden für die Tour als Austragungsort vorgesehen und am 10. April 2014 bekanntgegeben.
| Stadion  | Stadt              | Kapazität | Spiele    |
| -------- | ------------------ | --------- | --------- |
| Harare   | Harare Sports Club | 10.000    | 1. Test   |
| Bulawayo | Queens Sports Club | 9.000     | 1.–3. ODI |

## Kaderlisten
Südafrika benannte seinen Testkader am 29. Juli, und seinen ODI-Kader am 5. August 2014. Simbabwe benannte seinen Testkader am 8. August, und seinen ODI-Kader am 14. August 2014.
| Test | Test | ODI | ODI |
| Simbabwe | Südafrika | Simbabwe | Südafrika |
| --- | --- | --- | --- |
| - Brendan Taylor (K & wk) - Regis Chakabva (wk) - Tendai Chatara - Elton Chigumbura - Hamilton Masakadza - Cuthbert Musoko - Richmond Mutumbami - John Nyumbu - Tinashe Panyangara - Vusi Sibanda - Sikandar Raza - Donald Tiripano - Mark Vermeulen - Malcolm Waller - Sean Williams | - Hashim Amla (K) - AB de Villiers (VK) - Kyle Abbott - JP Duminy - Dean Elgar - Quinton de Kock (wk) - Wayne Parnell - Alviro Petersen - Vernon Philander - Dane Piedt - Faf du Plessis - Morné Morkel - Dale Steyn - Imran Tahir - Stiaan van Zyl | - Elton Chigumbura (K) - Sikandar Raza - Luke Jongwe - Tafadzwa Kamungozi - Neville Madziva - Timycen Maruma - Hamilton Masakadza - Shingi Masakadza - Richmond Mutumbami - John Nyumbu - Tinashe Panyangara - Vusi Sibanda - Brendan Taylor (wk) - Prosper Utseya - Brian Vitori - Malcolm Waller - Sean Williams | - AB de Villiers (K) - Hashim Amla - Kyle Abbott - JP Duminy - Quinton de Kock (wk) - Beuran Hendricks - Marchant de Lange - Ryan McLaren - David Miller - Wayne Parnell - Aaron Phangiso - Faf du Plessis - Rilee Rossouw - Mthokozisi Shezi - Imran Tahir |

## Test in Harare
| 9. – 13. August Scorecard | Harare | Simbabwe 256 (92.4) & 181 (76.2) | – | Südafrika 397 (158.3) & 44-1 (10.4) |
|                           |        | Südafrika gewinnt mit 9 Wickets  |   |                                     |

## One-Day Internationals in Bulawayo

### Erstes ODI
| 17. August Scorecard | Bulawayo | Südafrika 309-3 (50)          | – | Simbabwe 216 (49.5) |
|                      |          | Südafrika gewinnt mit 93 Runs |   |                     |

### Zweites ODI
| 19. August Scorecard | Bulawayo | Südafrika 257 (49.4)          | – | Simbabwe 196 (49.1) |
|                      |          | Südafrika gewinnt mit 61 Runs |   |                     |

### Drittes ODI
| 21. August Scorecard | Bulawayo | Simbabwe 165 (39.5)             | – | Südafrika 171-3 (27.2) |
|                      |          | Südafrika gewinnt mit 7 Wickets |   |                        |

## Statistiken
Die folgenden Cricketstatistiken wurden bei dieser Tour erzielt.
| Test               | Test       | Test    | Test    | Test    | Test    | Test    | Test    | Test    |
| Batting            | Batting    | Batting | Batting | Batting | Batting | Batting | Batting | Batting |
| Spieler            | Mannschaft | Spiele  | Innings | Runs    | Average | HS      | 100s    | 50s     |
| ------------------ | ---------- | ------- | ------- | ------- | ------- | ------- | ------- | ------- |
| Faf du Plessis     | Südafrika  | 1       | 2       | 103     | 103,00  | 98      | 0       | 1       |
| Brendan Taylor     | Simbabwe   | 1       | 2       | 98      | 49,00   | 93      | 0       | 1       |
| Dean Elgar         | Südafrika  | 1       | 2       | 82      | 41,00   | 61      | 0       | 1       |
| Quinton de Kock    | Südafrika  | 1       | 1       | 81      | 81,00   | 81      | 0       | 1       |
| Hamilton Masakadza | Simbabwe   | 1       | 2       | 64      | 32,00   | 45      | 0       | 0       |
| Richmond Mutumbami | Simbabwe   | 1       | 2       | 64      | 32,00   | 43      | 0       | 0       |
| Bowling            |            |         |         |         |         |         |         |         |
| Spieler            | Mannschaft | Spiele  | Overs   | Wickets | Average | BBI     | 5W      | 10W     |
| Dale Steyn         | Südafrika  | 1       | 44      | 8       | 10,50   | 5/46    | 1       | 0       |
| Dane Piedt         | Südafrika  | 1       | 49      | 8       | 19,00   | 4/62    | 0       | 0       |
| John Nyumbu        | Simbabwe   | 1       | 53.3    | 5       | 36,20   | 5/157   | 1       | 0       |
| Morné Morkel       | Südafrika  | 1       | 34      | 3       | 18,00   | 3/15    | 0       | 0       |
| Tendai Chatara     | Simbabwe   | 1       | 29      | 2       | 19,50   | 1/5     | 0       | 0       |
| Donald Tiripano    | Simbabwe   | 1       | 26      | 2       | 32,50   | 2/65    | 0       | 0       |
| Sean Williams      | Simbabwe   | 1       | 27.4    | 2       | 52,00   | 2/95    | 0       | 0       |

| ODIs             | ODIs       | ODIs    | ODIs    | ODIs    | ODIs    | ODIs    | ODIs    | ODIs    |
| Batting          | Batting    | Batting | Batting | Batting | Batting | Batting | Batting | Batting |
| Spieler          | Mannschaft | Spiele  | Innings | Runs    | Average | HS      | 100s    | 50s     |
| ---------------- | ---------- | ------- | ------- | ------- | ------- | ------- | ------- | ------- |
| Quinton de Kock  | Südafrika  | 3       | 3       | 185     | 61,66   | 84      | 0       | 2       |
| Faf du Plessis   | Südafrika  | 3       | 3       | 154     | 51,33   | 59      | 0       | 2       |
| Hashim Amla      | Südafrika  | 2       | 2       | 137     | 137,00  | 122*    | 1       | 0       |
| Elton Chigumbura | Simbabwe   | 3       | 3       | 133     | 44,33   | 90      | 0       | 1       |
| Sean Williams    | Simbabwe   | 3       | 3       | 123     | 41,00   | 55      | 0       | 2       |
| Bowling          |            |         |         |         |         |         |         |         |
| Spieler          | Mannschaft | Spiele  | Overs   | Wickets | Average | BBI     | 5W      | 10W     |
| Wayne Parnell    | Südafrika  | 3       | 25      | 7       | 14,85   | 3/28    | 0       | 0       |
| Imran Tahir      | Südafrika  | 2       | 19.1    | 5       | 14,00   | 3/44    | 0       | 0       |
| Aaron Phangiso   | Südafrika  | 3       | 23.5    | 5       | 18,00   | 3/43    | 0       | 0       |
| Ryan McLaren     | Südafrika  | 3       | 22      | 5       | 19,20   | 3/21    | 0       | 0       |
| John Nyumbu      | Simbabwe   | 3       | 23.2    | 4       | 32,25   | 2/44    | 0       | 0       |

## Player of the Series
Als Player of the Series wurden die folgenden Spieler ausgezeichnet.
| Serie | Player of the Series |
| ----- | -------------------- |
| ODI   | Quinton de Kock      |

### Player of the Match
Als Player of the Match wurden die folgenden Spieler ausgezeichnet.
| Spiel   | Player of the Match |
| ------- | ------------------- |
| 1. Test | Dane Piedt          |
| 1. ODI  | Hashim Amla         |
| 2. ODI  | Wayne Parnell       |
| 3. ODI  | Quinton de Kock     |